# Kim Rossi Stuart
Kim Rossi Stuart, född 31 oktober 1969 i Rom, är en italiensk skådespelare.
Stuart har bland annat medverkat i filmen Gli anni più belli. Hon har även medverkat i TV-serierna Leoparden och Everybody Loves Diamonds.

## Filmografi (i urval)
- 2020 – Gli anni più belli
- 2023 – Everybody Loves Diamonds (TV-serie)
- 2024 – Leoparden (TV-serie)